# Fuvammulah
Fuvammulah (en Dhivehi: ފުވައްމުލައް) es el nombre que recibe una isla de las Maldivas que es habitada por 10,270 personas aproximadamente. Su superficie terrestre alcanza los 5.13 km² de los 10.18 km² que en total posee, si se incluye su laguna.
Fuvammulah es una subdivisión de las Maldivas en el atolón Gnaviyani. Su capital es Fuvammulah. Sus habitantes hablan una forma distinta de la lengua Dhivehi, conocida como Mulaku bas. La isla posee unos 4.5 km de largo por 1.2 km de ancho, con un arrecife sumergido (Rashikedefaro) que se extiende por cerca de tres kilómetros en dirección sudeste.